# Světová turistická konference 1980
Světová turistická konference, která se konala koncem roku 1980 v Manile (Filipíny), a které se zúčastnilo 105 vládních delegací, OSN a UNESCO, přijala deklaraci, která doporučuje esperanto pro usnadnění mezinárodních styků. Světová turistická organizace předpovídá, že se turistika stane jedním z nejhlavnějších odvětví národního hospodářství a rozšíří svou sociální, kulturní, politickou a výchovnou roli.